# Tir amb arc als Jocs Olímpics d'estiu de 1908 - doble ronda Nacional femenina

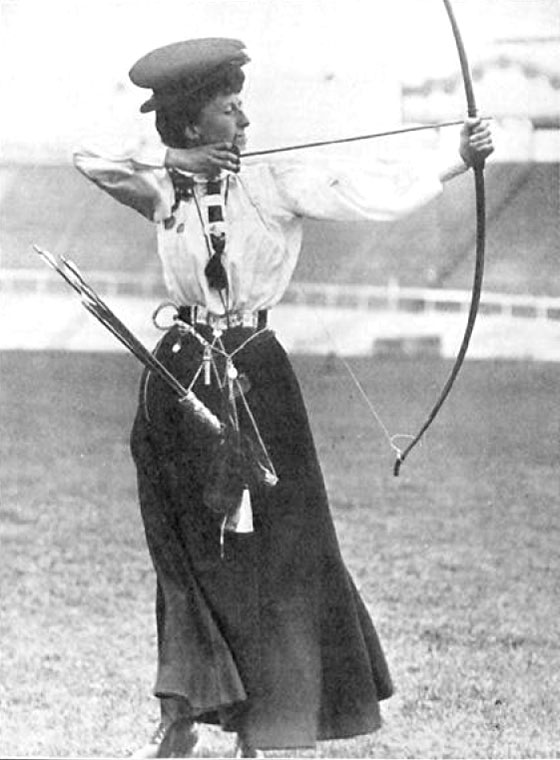
Queenie Newall, vencedora de la doble ronda Nacional als Jocs Olímpics de Londres.

La doble ronda Nacional femenina va ser una de les tres proves de tir amb arc que es van disputar als Jocs Olímpics de Londres de 1908.
Les arqueres van disparar un total de 144 fletxes, 72 en cadascuna de les dues rondes de què constava la competició. La prova es va disputar el divendres 17 de juliol i el dissabte, 18 de juliol, amb una ronda cada dia. Cada ronda consistia amb 48 fletxes llançades a 60 iardes (54,8 m)i 24 fletxes a 50 iardes (45,7 m).
Vint-i-cinc arqueres, totes elles britàniques, hi van prendre part. La vencedora fou Queenie Newall, que amb 53 anys es proclamà la campiona olímpica més veterana dels Jocs Olímpics, una fita no superada encara. En segona posició finalitzà Lottie Dod i tercera Beatrice Hill-Lowe.

## Medallistes
| Or                   | Plata            | Bronze                   |
| Queenie Newall (GBR) | Lottie Dod (GBR) | Beatrice Hill-Lowe (GBR) |

## Resultats
| Pos. | Atleta                  | Nacionalitat | 50 iardes | 60 iardes | Total |
| ---- | ----------------------- | ------------ | --------- | --------- | ----- |
| 1    | Queenie Newall          | Regne Unit   | 290       | 398       | 688   |
| 2    | Lottie Dod              | Regne Unit   | 254       | 388       | 642   |
| 3    | Beatrice Hill-Lowe      | Regne Unit   | 228       | 390       | 618   |
| 4    | Jessie Wadworth         | Regne Unit   | 248       | 357       | 605   |
| 5    | Dora Honnywill          | Regne Unit   | 210       | 377       | 587   |
| 6    | Ethel Armitage          | Regne Unit   | 189       | 393       | 582   |
| 7    | C. Priestley Foster     | Regne Unit   | 229       | 324       | 553   |
| 8    | Lillian Wilson          | Regne Unit   | 167       | 367       | 534   |
| 9    | Brenda Wadworth         | Regne Unit   | 201       | 321       | 522   |
| 10   | Adelaide Boddam-Whetham | Regne Unit   | 205       | 305       | 510   |
| 11   | Gertrude Appleyard      | Regne Unit   | 222       | 281       | 503   |
| 12   | Louisa Nott-Bower       | Regne Unit   | 206       | 297       | 503   |
| 13   | Norman Robertson        | Regne Unit   | 172       | 328       | 500   |
| 14   | Margaret Weedon         | Regne Unit   | 197       | 301       | 498   |
| 15   | Albertine Thackwell     | Regne Unit   | 181       | 303       | 484   |
| 16   | Doris Day               | Regne Unit   | 161       | 322       | 483   |
| 17   | Katherine Mudge         | Regne Unit   | 228       | 237       | 465   |
| 18   | S. C. Babington         | Regne Unit   | 193       | 258       | 451   |
| 19   | Christopher Cadman      | Regne Unit   | 194       | 233       | 427   |
| 20   | Martina Hyde            | Regne Unit   | 163       | 256       | 419   |
| 21   | Sarah Leonard           | Regne Unit   | 149       | 261       | 410   |
| 22   | Ina Wood                | Regne Unit   | 170       | 217       | 387   |
| 23   | J. Vance                | Regne Unit   | 157       | 228       | 385   |
| 24   | H. Rushton              | Regne Unit   | 201       | 222       | 423   |
| 25   | Hilda Williams          | Regne Unit   | 137       | 179       | 316   |